# Batalha de Suéssula
A Batalha de Suéssula foi a terceira e última batalha entre os samnitas e a República Romana em 343 a.C., o primeiro ano da Primeira Guerra Samnita. Segundo o historiador Lívio, os samnitas reagruparam suas forças em Suéssula, na fronteira leste da Campânia. O cônsul Marco Valério Corvo levou seu exército rapidamente, através de marchas forçadas até lá. Quando os samnitas enviaram grupos armados para conseguir alimentos, Valério aproveitou a oportunidade para capturar seu acampamento e destruir suas forças. Historiadores modernos acreditam que detalhes da batalha foram inteiramente inventados por Lívio ou por suas fontes. A historicidade da batalha também já foi questionada.

## Contexto
Segundo Lívio, a Primeira Guerra Samnita começou por que os samnitas atacaram os sidicínios, uma tribo que vivia no norte da Campânia. Os campânios, liderados pela cidade-estado de Cápua, enviaram um exército para ajudá-los, mas foram derrotados pelos samnitas, que aproveitaram para invadir a Campânia e derrotar os campânios novamente perto de Cápua. Frente à iminente derrota, os campânios apelaram a Roma por ajuda e os romanos, apesar de terem um tratado vigente com o samnitas, concordaram em ajudar e declararam guerra.
Os dois cônsules de 343 a.C., Marco Valério Corvo e Aulo Cornélio Cosso marcharam com seus exércitos para a guerra, com Valério seguindo para a Campânia enquanto Cornélio arrasava Sâmnio. Na Campânia, Valério conseguiu a primeira vitória romana contra os samnitas na Batalha de Monte Gauro, perto de Cumas. Cornélio Cosso também venceu os samnitas na Batalha de Satícula depois de transformar um quase desastre em uma vitória graças ao heroísmo de Públio Décio Mus.

## Batalha
Lívio, que é a única fonte para esta batalha, conta que os samnitas, mesmo depois de duas derrotas, estavam determinados em obter uma vitória e reuniram todo o seu exército em Suéssula. Quando notícias chegaram a Valério, ele destacou uma poderoesa força para proteger seu acampamento e suas provisões, marchando com o resto para lá. Ele acampou perto do inimigo e, como não havia trazido nem provisões e nem auxiliares, seu acampamento era muito menor do que o habitual. Os samnitas formaram as linhas de combate e marcharam em direção ao acampamento romano, acreditando que uma batalha era iminente. Quando eles souberam de seus batedores de que o acampamento romano era pequeno, acreditaram que tratava-se de uma pequena força romana. Os soldados samnitas queriam atacar imediatamente, mas foram contidos pelos seus generais. Por causa do grande número de soldados e da longa espera em Suéssula, os samnitas estavam quase sem provisões. Acreditando que os romanos estavam em número insuficiente para se aventurarem fora de seu acampamento e que eles também estariam quase sem provisões, os samnitas decidiram enviar grupos armados pela região para obter recursos. Vendo os samnitas espalhados e com um acampamento parcamente defendido, Valério liderou seus homens num ataque ao acampamento samnita, que foi capturado logo no primeiro assalto. Depois de deixar uma força defendendo o acampamento recém-capturado, Valério ordenou que seus homens fossem atrás dos grupos samnitas, que foram massacrados ou fugiram. Entre os espólios obtidos estavam 40 000 escudos, pois a maioria dos samnitas fugiu diante do prospecto da morte certa, e 170 estandartes.

## Consequências
Lívio conta que, no final da estação de campanhas militares, os dois cônsules foram recompensados em Roma com um triunfo. Os cartagineses, com os quais os romanos haviam firmado um tratado de amizade em 348 a.C., congratularam os romanos pelas vitórias enviando uma coroa de ouro pesando doze quilos para o Templo de Júpiter Ótimo Máximo. Segundo os Fastos Triunfais, Valério e Cornélio celebraram seus triunfos sobre os samnitas em 21 e 22 de setembro respectativamente. Pelos dois anos seguintes, há registro apenas de encontros menores e a Primeira Guerra Samnita acabou em 341 a.C. com romanos e samnitas renovando seu tratado e os samnitas aceitando a nova aliança entre Roma e a Campânia.

## Análise moderna
Historiadores modernos duvidam da acurácia histórica da descrição de Lívio sobre esta batalha. As cenas de batalha de Lívio para este período são geralmente reconstruções feitas por ele ou suas fontes e não há motivo para que a desta batalha seja uma exceção. A quantidade de espólios tomados e as perdas samnitas foram claramente exagerados. Edward Togo Salmon suspeita que as vitórias de Valério em 343 a.C. podem ser duplicações das operações romanas contra Aníbal na mesma região em 215 a.C. Como o testemunho dos Fastos Triunfais atestam de fato algumas vitória romana em 343 a.C.. e argumentando que, nesta época, os romanos tinham mais chance de vencer os samnitas em terreno plano do que em um montanhoso, Salmon propôs então que teria havido apenas uma batalha em 343 a.C., travada perto de Cápua, perto do templo de Juno Gaura, que Lívio ou sua fonte teriam depois confundido com o Monte Gauro. Esta reconstrução foi rejeitada por Oakley (1998), que não acredita na tese das duplicações em 343 a.C.. Segundo ele, os samnitas já teriam conquistado boa parte da Campânia quando os romanos chegaram e as duas vitórias de Valério Corvo poderiam de fato ser o resultado de dois ataques samnitas distintos às cidades de Cápua e Cumas.